# Tirschheim
Tirschheim ist ein zum Ortsteil Kuhschnappel der Gemeinde St. Egidien gehöriger Ort im Landkreis Zwickau in Sachsen. Er wurde am 1. Juli 1950 nach Kuhschnappel eingemeindet, mit dem der Ort am 1. April 1996 zur Gemeinde St. Egidien kam.

## Geografie

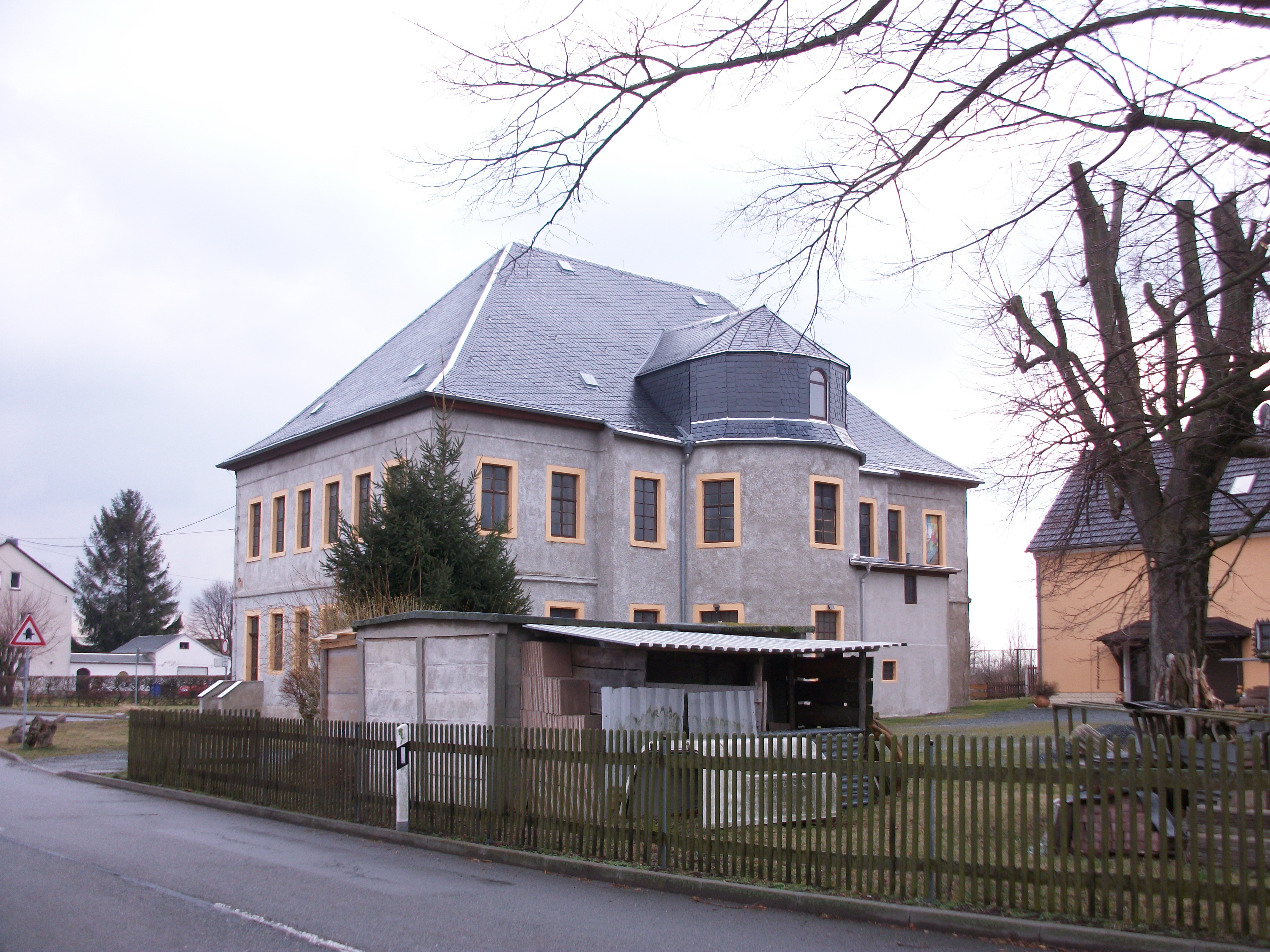
Ehemaliger Gasthof Katze in Obertirschheim

### Geografische Lage und Verkehr
Tirschheim liegt im Erzgebirgsvorland des Landkreises Zwickau. Das Dorf bildet den nördlichen Teil des Ortsteils Kuhschnappel. Er geht im Süden nahtlos in den eigentlichen Ort Kuhschnappel über. Der durch Tirschheim fließende Kuhschnappelbach entwässert über den Lungwitzbach in die Zwickauer Mulde.
Direkt nördlich von Tirschheim befindet sich die Autobahnabfahrt Hohenstein-Ernstthal der A 4, welche über die B 180 und die S 255 erreichbar ist. Dort befindet sich die Siedlung „Obertirschhheim“, deren westlich der „Lichtensteiner Straße“ gelegene Teil mit dem ehemaligen Gasthof „Katze“ zu Tirschheim gehört. Der andere Anteil gehört zum Ortsteil Obercallenberg der Gemeinde Callenberg.

### Nachbarorte
| Grumbach | Obercallenberg                              |            |
| Lobsdorf | Kompassrose, die auf Nachbargemeinden zeigt | Hohenstein |
|          | Kuhschnappel                                |            |

## Geschichte

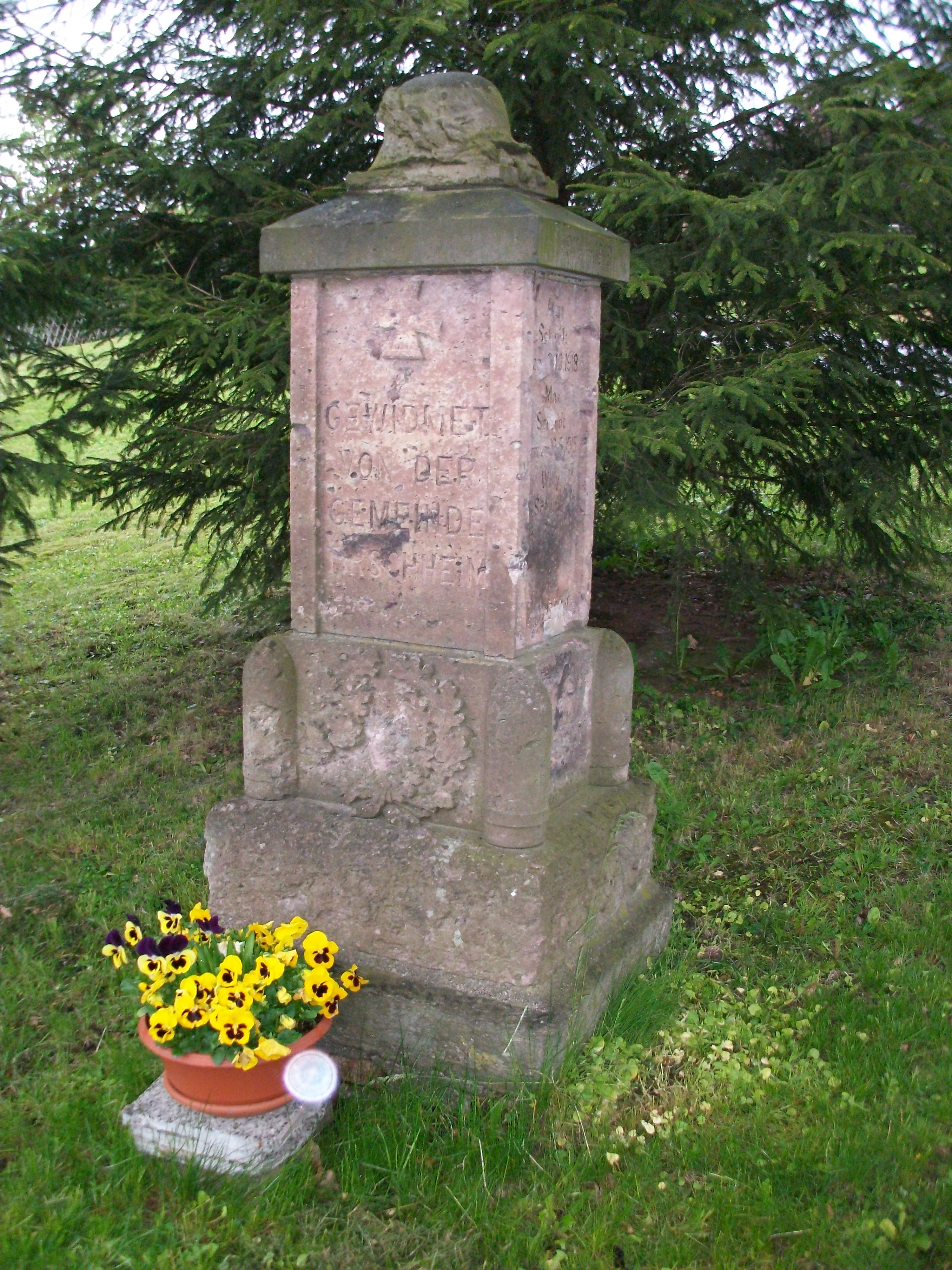
Gefallenendenkmal Tirschheim

Das Waldhufendorf Tirschheim wurde erstmals im Jahr 1166 im Zusammenhang mit dem 1143 gegründeten Kloster Remse erwähnt, von welchem aus das Tal des Kuhschnappelbachs erschlossen wurde. Das älteste Schriftstück über Tirschheim stammt aus dem Jahr 1320. Der Ort wurde im Jahr 1390 als „Tirßheim“ erwähnt. Im Gegensatz zum sich direkt südlich anschließenden Ort Kuhschnappel ist Tirschheim nicht nach Lobsdorf, sondern nach Grumbach gepfarrt und geschult.
Tirschheim gehörte mit den Orten Reichenbach (heute: Ortsteil von Callenberg) und Anteilen von Schwaben (heute: Ortsteil von Waldenburg) und Wickersdorf (heute: Ortsteil von Oberwiera) zu den Orten des Klosters Remse, die nach Streitigkeiten zwischen dem Kloster und den Herren von Schönburg im Jahr 1488 an Ernst von Schönburg übergeben wurden. Da es sich bei den vier verstreut liegenden Orten um kursächsisches Lehen handelte, blieb den Schönburgern eine Zusammenführung mit ihren reichsunmittelbaren Schönburgischen Herrschaften, in dessen Gebiet die Orte lagen, verwehrt. Die Verwaltung der vier Orte der nunmehrigen Grundherrschaft Tirschheim übernahm ein eigener Dingstuhl, welcher die Kompetenz eines sächsischen Vasallengerichts hatte. Ein Gerichtsdirektor administrierte die Ober- und Erbgerichtsbarkeit, welche in die grundherrlichen Rechte der Herren von Schönburg eingeschlossen waren. Die Zuordnung der Grundherrschaft Tirschheim wechselte aufgrund mehrfacher Besitzverschiebungen innerhalb der Familie von Schönburg zwischen den ebenfalls unter kursächsischer Lehnsherrschaft stehenden schönburgischen Herrschaften Penig und Remse. Ab 1797 gehörte die Grundherrschaft Tirschheim bezüglich der finanziellen Abgaben zum Rentamt der schönburgischen (Rezess-)Herrschaft Waldenburg, während die Ober- und Erbgerichte durch den Amtmann der schönburgischen Lehnsherrschaft Remse verwaltet wurden. Im Jahr 1834 wohnten in Tirschheim 166 Personen.
Zwischen dem Königreich Sachsen und dem Haus Schönburg erfolgte im Jahr 1835 eine Neuordnung ihres Verhältnisses. Dabei wurden die unter sächsischer Lehnsherrschaft stehenden Gebiete, wie die Herrschaft Remse und die Grundherrschaft Tirschheim unter die Verwaltung des königlich-sächsischen Amts Zwickau gestellt. Am 25. September 1856 wurden die gerichtlichen Befugnisse der Grundherrschaft Tirschheim wie auch die der Herrschaft Remse an den sächsischen Staat abgetreten. Seitdem wurde Tirschheim wie die anderen dazugehörigen Orte bis zur Neuordnung der Verwaltung im Königreich Sachsen im Jahr 1875 durch das Gerichtsamt Remse verwaltet. Ab 1875 gehörte Tirschheim zunächst zur Amtshauptmannschaft Zwickau. Nachdem auf dem Gebiet der Rezessherrschaften Schönburg im Jahr 1878 eine Verwaltungsreform durchgeführt wurde, kam Tirschheim mit dem gesamten ehemaligen Gerichtsamtsbezirk Remse im Jahr 1880 zur neu gegründeten sächsischen Amtshauptmannschaft Glauchau.
Durch die Eingemeindung nach Kuhschnappel am 1. Juli 1950 bildete der Ort seitdem den nördlichen Teil der Gemeinde Kuhschnappel. Durch die zweite Kreisreform in der DDR kam Tirschheim als Teil der Gemeinde Kuhschnappel im Jahr 1952 zum Kreis Hohenstein-Ernstthal im Bezirk Chemnitz (1953 in Bezirk Karl-Marx-Stadt umbenannt), der ab 1990 als sächsischer Landkreis Hohenstein-Ernstthal fortgeführt wurde und 1994 im Landkreis Chemnitzer Land bzw. 2008 im Landkreis Zwickau aufging. Seit der Eingemeindung der Gemeinde Kuhschnappel nach St. Egidien am 1. April 1996 gehört Tirschheim zum Ortsteil Kuhschnappel.